# Strangers with Candy
Strangers with Candy ist eine von Comedy Central produzierte Comedy-Serie.

## Handlung
Jerri Blank hat bereits alles mitgemacht, Drogen, wilden Sex, Rock’n Roll und Kriminelles, aber mit 46 beschließt sie, zurück zu ihren Eltern zu ziehen und die High-School zu beenden.

## Besetzung

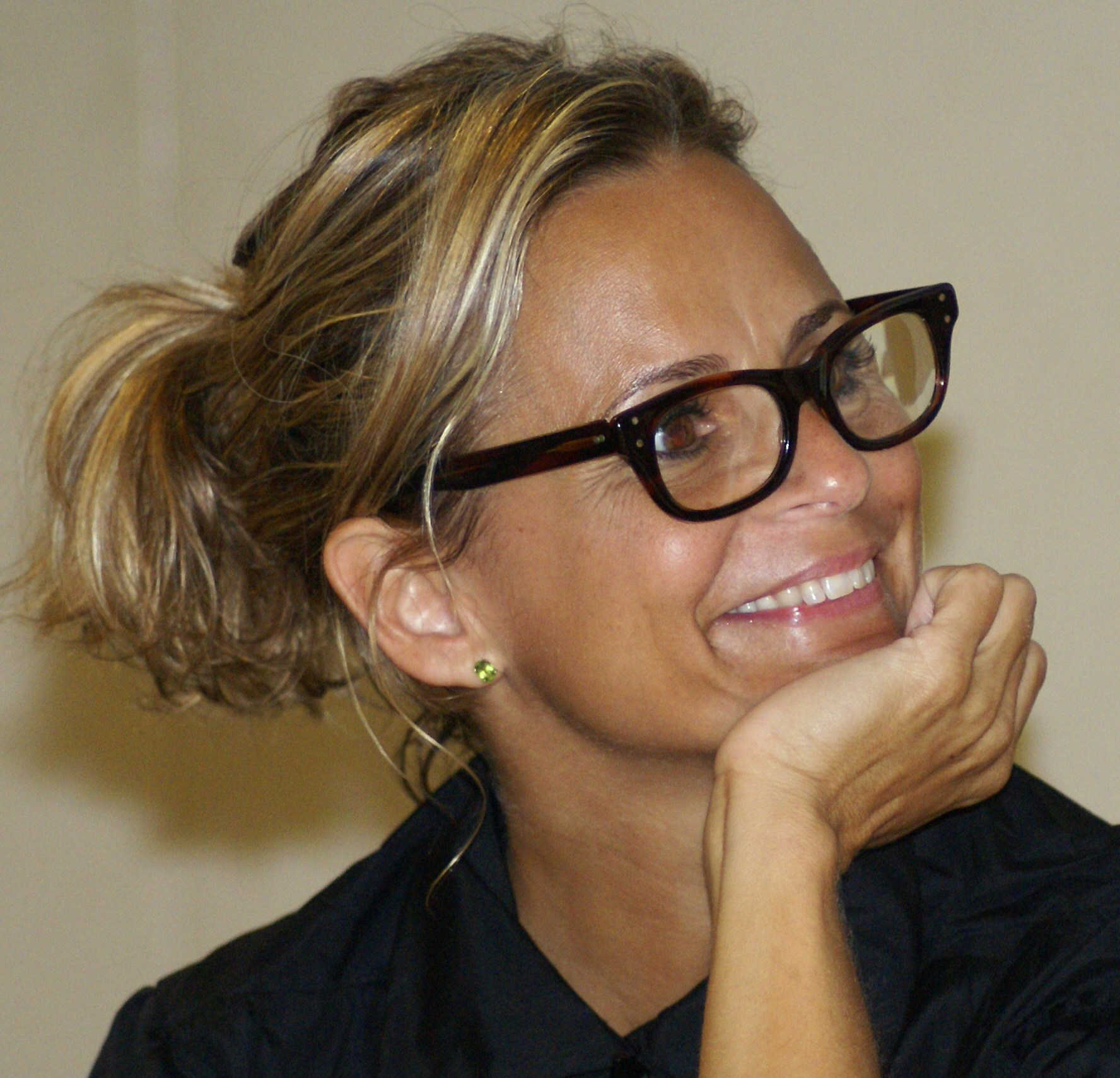
Amy Sedaris (Jerri Blank) im Juli 2007

| Rolle                    | Schauspieler    |
| ------------------------ | --------------- |
| Jerri Blank              | Amy Sedaris     |
| Charles 'Chuck' Noblet   | Stephen Colbert |
| Geoffrey Jellineck       | Paul Dinello    |
| Principal Onyx Blackman  | Greg Hollimon   |
| Coach Cherri Wolf        | Sarah Thyre     |
| Tamela 'Tammi' Littlenut | Maria Thayer    |
| Derrick Blank            | Larc Spies      |
| Sara Blank               | Deborah Rush    |
| Guy Blank                | Roberto Gari    |

## Charaktere

### Die Familie Blank
- Geraldine „Jerri“ Antonia Blank: Eine 46-jährige Ex-Sträfling, Ex-Junkie, Ex-Prostituierte und High-School-Schülerin
- Guy Blank – Jerris leiblicher Vater
- Sara Blank – Jerris abscheuliche Stiefmutter.
- Derrick Blank – Jerris arroganter Halbbruder. Er ist der Quarterback des Flatpoint Donkeys Footballteams.

### Flatpoint Highschool-Dozenten
- Charles „Chuck“ Noblet – Chuck ist Geschichtslehrer und Förderer der Schülerzeitung. Hat eine geheime homosexuelle Beziehung mit dem Kunstlehrer Geoffrey Jellineck.
- Geoffrey Jellineck – Geoffrey ist Kunstlehrer. Er ist ein emotional labiler und narzisstischer Mann, der eine geheime homosexuelle Beziehung mit Chuck Noblet führt.
- Coach Cherri Wolf – Fitness-Trainer der Mädchen.
- Cassie Pines – Cassie ist die Schulpsychologin.

### Flatpoint High School Studenten
- Tammi Littlenut: Jerris beste Freundin
- Orlando Pinatubo:
- Lizzie Abrams: Jerris andere beste Freundin

## Hintergrundgedanke
Inspiriert wurde die Serie von einem Film, in dem die Ex-Drogensüchtige Florrie Fisher zu ein paar High-School-Schülern sprach, um sie von Drogen abzubringen.